# Ajn Tumuszanat
Ajn Tumuszanat (arab. عين تموشنت, fr. Aïn Témouchent) – miasto w północno-zachodniej Algierii, stolica administracyjna prowincji Ajn Tumuszanat.